# Saint-Paul-de-Fourques
Saint-Paul-de-Fourques is een gemeente in het Franse departement Eure (regio Normandië) en telt 182 inwoners (2004). De plaats maakt deel uit van het arrondissement Bernay.

## Geografie
De oppervlakte van Saint-Paul-de-Fourques bedraagt 4,0 km², de bevolkingsdichtheid is 45,5 inwoners per km².
De onderstaande kaart toont de ligging van Saint-Paul-de-Fourques met de belangrijkste infrastructuur en aangrenzende gemeenten.

## Demografie
Onderstaande figuur toont het verloop van het inwonertal (bron: INSEE-tellingen).